# Kapitalismus
Kapitalismus je ekonomický systém, v němž rozhodujícím výrobním faktorem je kapitál. Definice pojmu není jednoznačná a je zatížena mnoha historickými spory, většinou se tak označuje převažující dnešní systém tržní ekonomiky zapojený do mezinárodního obchodu a často se vztahuje i na společenský a politický systém.
V marxismu je kapitalismus společenský řád, který vystřídal feudalismus. Socialismus a komunismus mají deklarovaný cíl nahradit kapitalismus spravedlivějším společenským řádem.
Anarchokapitalismus je libertariánský název pro systém kapitalismu bez přítomnosti jakékoli státní regulace. Státní kapitalismus je kritické označení pro kapitalistické postupy uplatňované ve státem ovládané ekonomice bez existence volného trhu.

## Historický vývoj kapitalismu

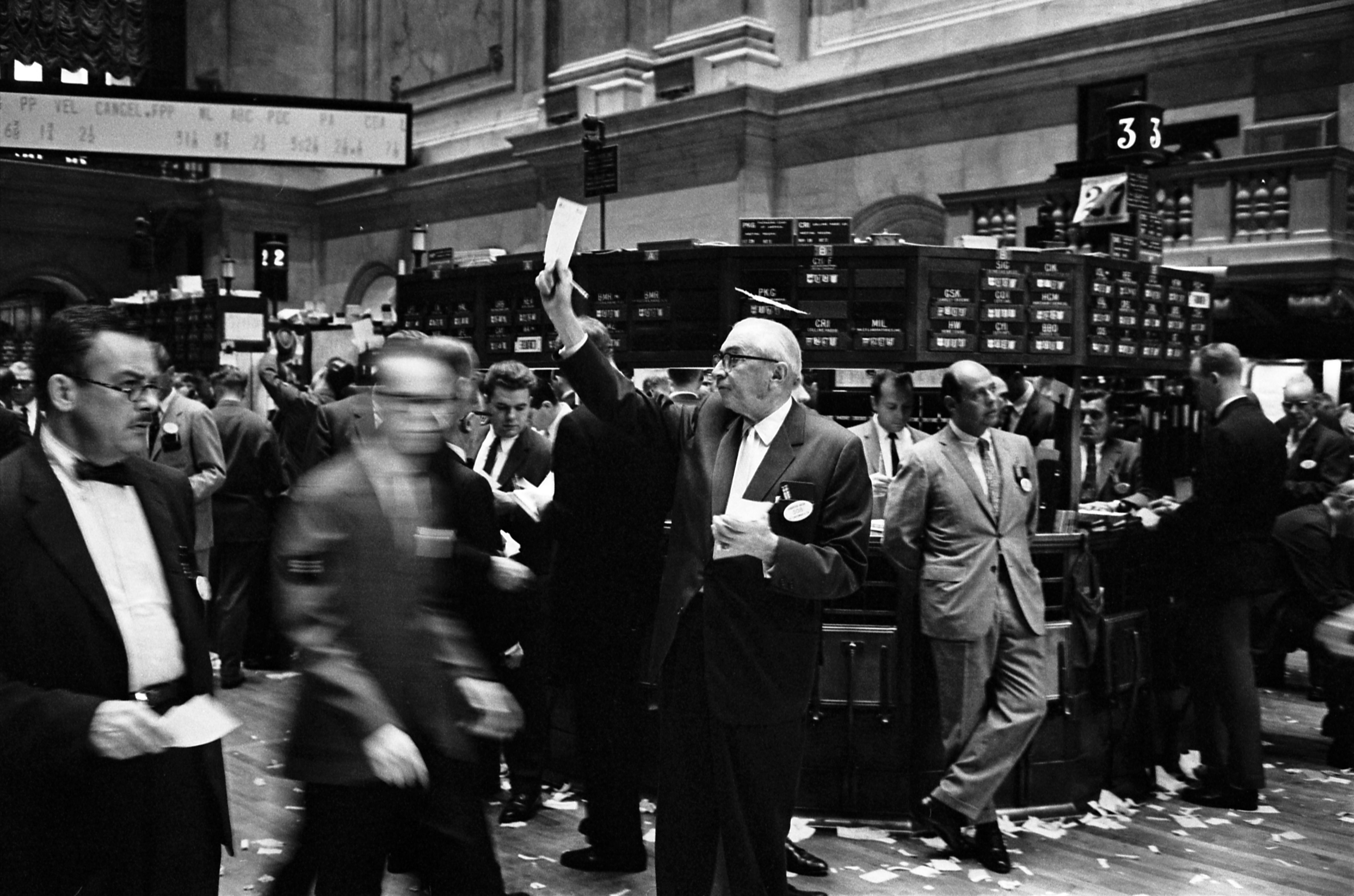
Americká burza NYSE, rok 1963. V kapitalismu hrají hlavní roli nabídka a poptávka, od které se odvíjí běh celého hospodářství

Kapitalistické vztahy v hospodářství se v Evropě objevují již od 16. století, kdy začaly pomalu vytlačovat vztahy feudální. Teprve s rozvojem průmyslové revoluce však dochází k rozšíření kapitalismu do většiny světa a k likvidaci původních hospodářských a společenských systémů. Nástup kapitalismu je v jednotlivých zemích rozdílný, v závislosti na jejich politických podmínkách. K rozvoji dochází převážně v oblastech s vyšší gramotností.

## Definice
Will Hutton a Anthony Giddens identifikují tři základní charakteristiky kapitalismu:
- Systém soukromého vlastnictví majetku
- Hospodářskou činnost řídí cenové signály trhu
- Předpokládá motivaci pro činnost vycházející z hledání zisku a na této motivaci je závislý[3]

Karl Marx definuje kapitalismus jako výrobní způsob, který se zakládá na námezdní práci.
V období studené války se stal termín kapitalismus do jisté míry pejorativním označením nedostatků západního světa, používán byl ve velké míře především levicově smýšlejícími silami. Rovněž začal představovat ale i symbol západu, protiklad tehdejšího východního socialismu.

## Kritika kapitalismu a jeho alternativy

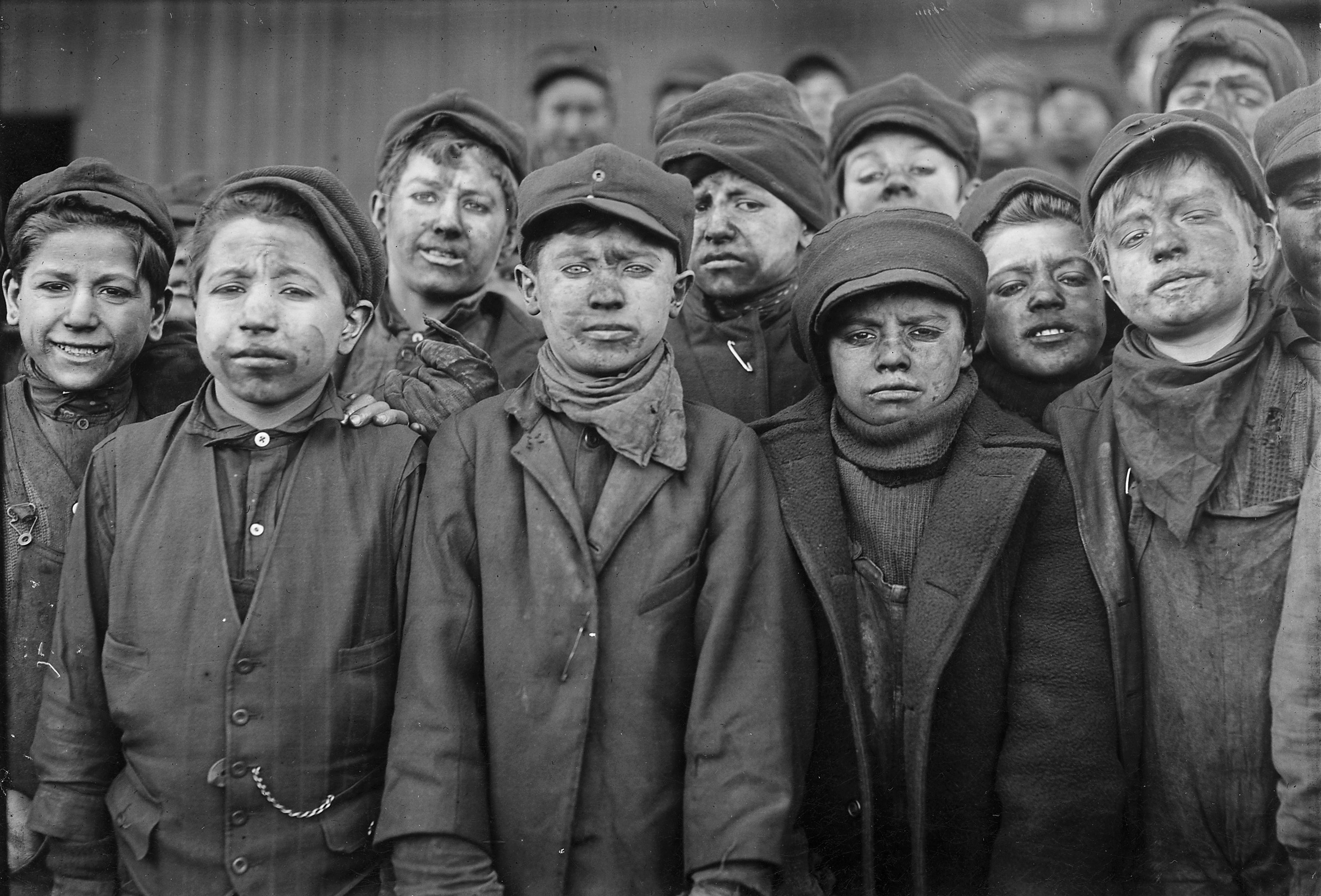
Děti pracující v uhelném dole v USA v období neregulovaného kapitalismu v 19. a na počátku 20. století

Kapitalismus je kritizován kvůli údajným bezcitným bojům, válkám o peníze, ropu, pracovní příležitosti. Někteří odpůrci této politické filozofie tvrdí, že kapitalismus spočívá v tom, že lidé namísto toho, aby společně něco užitečného vytvářeli, jsou posílání do nerovné soutěže při jejich získávání, kde vítězí jen hrstka jedinců na úkor všech ostatních. Tihle jedinci postupně ovládají úplně všechno a v zájmu udržení si svých privilegií a zisků, manipulují veřejným míněním, omezují lidské svobody, bezcitně vykořisťují pracující, rozpoutávají války nebo bezohledně drancují planetu. K alternativám systémů společenského uspořádání a reformám kapitalismu patří např. samospráva pracujících participativní ekonomika, základní nepodmíněný příjem, komunismus, nebo ekonomie obnovitelných zdrojů.
Zastánci úplného volného trhu a pravicoví libertariáni kritizují systém, kde jsou dle nich zvýhodňovány některé banky a korporace, což podle libertariánů nemá s principy volného trhu nic společného a považují ho za formu socialismu.
Kapitál je navíc dědičný. Gatsbyho křivka ukazuje, že sociální nerovnost (Giniho koeficient) je často nadále děděná jako za feudalismu a společnost nenabízí rovné příležitosti.

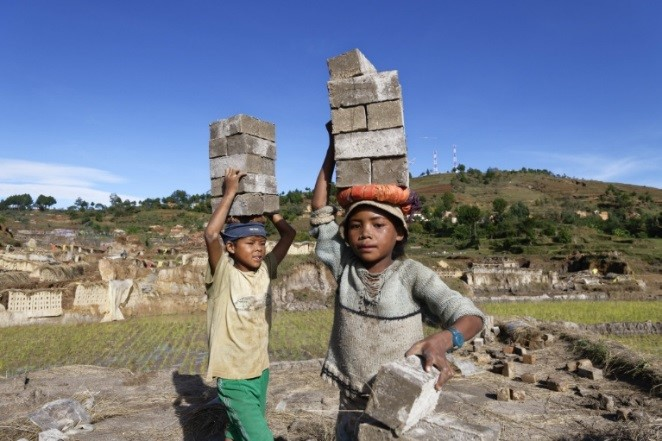
Dětská práce je dodnes problém; především v rozvojových zemích svázaných neokolonialismem a korupcí.

Marxisté považují kapitalismus za poslední období nerovné společnosti. Hlavním problémem je podle marxismu vykořisťování a odcizení člověka:
Dělník vyrobí produkt, tedy tvoří nadhodnotu, tento výrobek neslouží ani jemu přímo, ani však se nestává jeho vlastním předmětem směny, ale je od tohoto konečného výrobku odcizen, neboť se nepodílí na jeho směně a nemá z něj tedy spravedlivý výnos. Výrobek patří kapitalistovi, který bohatne z práce jiných, odlidštěných, od výsledků své práce oddělených, totiž samotných dělníků. Tak roste i zisk jeho, a nikoli dělníka, který má na tvorbě výrobku účast svou prací. Je odtržen od své podstaty. Je pouze pracovní silou, která představuje hodnotu pro kapitalistu.
Leninismus přidává pojem imperialismus, kterým Lenin ve své knize označil soudobou, dle něj poslední fázi vývoje kapitalismu, charakterizovanou nadvládou monopolů a dělením světa mezi světové mocnosti.
Podle některých názorů se kapitalismus vylučuje s udržitelným rozvojem, neboť maximální produkce, která vede k maximálnímu zisku, musí zákonitě fungovat na úkor životního prostředí i obyvatel, neboť není dostatečně financována sociální oblast (př. mateřská, důchody apod.). Tomu oponují opačné názory, poukazující např. na dlouhodobou devastaci životního prostředí v podmínkách socialistického Československa, která se postupně napravuje po návratu ke kapitalismu. Bohaté země jsou nejen průkopníky ekologických myšlenek, ale současně jsou schopné jako první na ekologická řešení přejít. Na základě první hypotézy vznikají různé apokalyptické scénáře vývoje na Zemi, neboť se nezdá, že by bylo možné kapitalismus jen tak zrušit a nahradit ho jiným systémem, který by dával stejné množství prostoru ve všech třech pilířích udržitelného rozvoje (ekonomickém, environmentálním a sociálním).
Proti kapitalismu také vystupují ekonomičtí disidenti (Molly Scott Cato, v Česku Naďa Johanisová).

## Přínosy a obhajoba kapitalismu

### Rakouská ekonomická škola

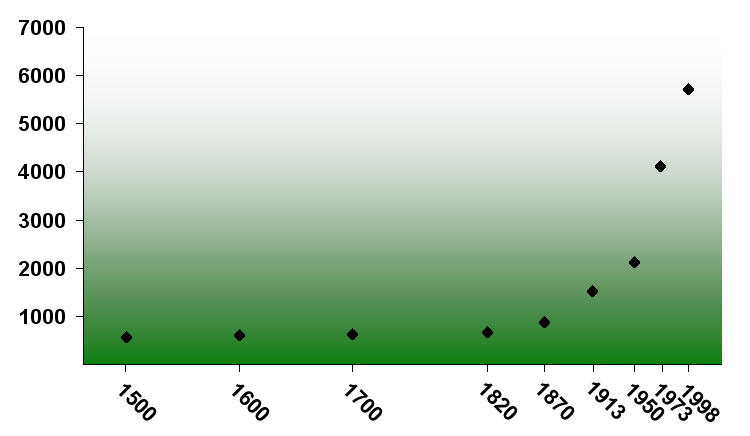
Světový růst HDP ukazuje exponenciální růst od začátku průmyslové revoluce.

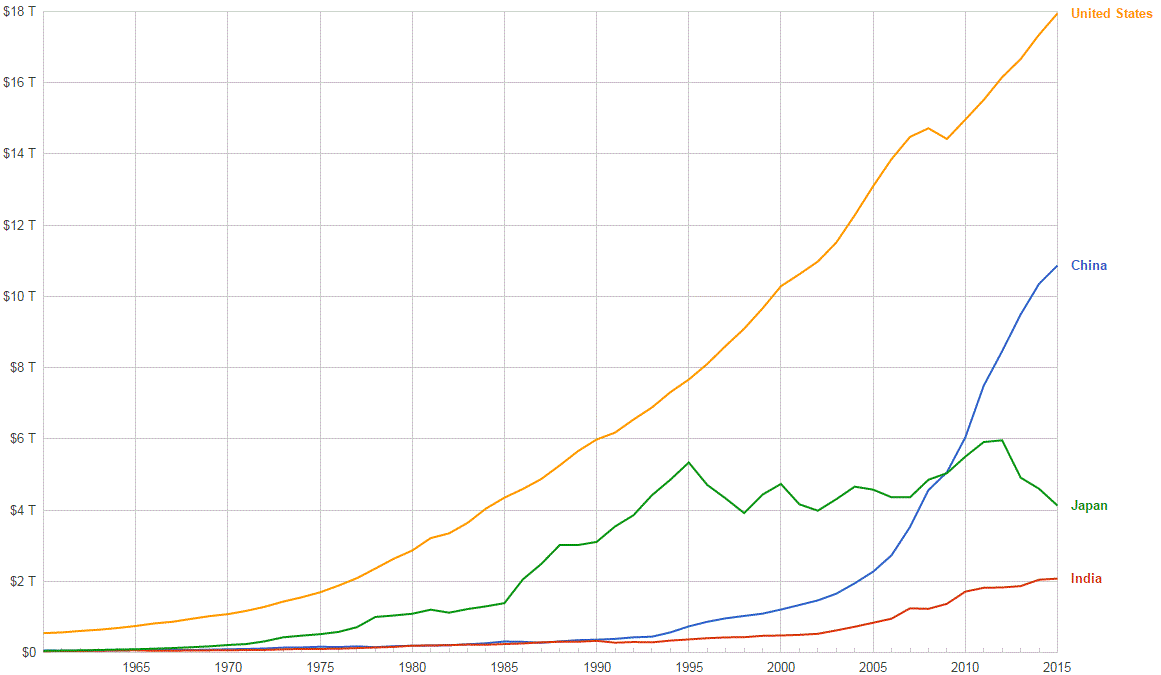
Kapitalismus a ekonomika Čínské lidové republiky

Dle ekonomů rakouské ekonomické školy (např. Ludwig von Mises) je kapitalismus systém, v němž je díky volnému trhu, osobnímu vlastnictví a dobrovolné směně možné dosáhnout maximálního bohatství a naplnění lidských potřeb. Zároveň díky soukromému vlastnictví výrobních statků dochází k motivaci spořit a tím akumulovat bohatství a zvyšovat produktivitu práce.

### Ekonomický růst
S nástupem kapitalismu je spjato i ohromné zrychlení bohatnutí společnosti. Jak popsal již Adam Smith ve svém díle Bohatství národů, společnosti bohatnou v době, kdy je jim umožněna dobrovolná směna a vlastnictví kapitálu. V takové situaci se i zdánlivě špatné lidské vlastnosti, jako je např. chamtivost, projeví snahou co nejlépe uspokojit zákazníka, a ve výsledku dochází k obohacení na obou stranách transakce.

## Kapitalismus v České republice
K vzniku kapitalismu se váže i kupónová privatizace v Československu a Česku. Za symbolický poplatek se občan stal akcionářem v podniku. Ovšem díky kupónové privatizaci docházelo k častému tunelování. Za hlavní aktéry této privatizace jsou považováni: Václav Klaus, Tomáš Ježek a Dušan Tříska. Kvůli privatizaci vzniklo mnoho politických kauz, jako kauza harvardských fondů, Kauza bytů OKD apod.

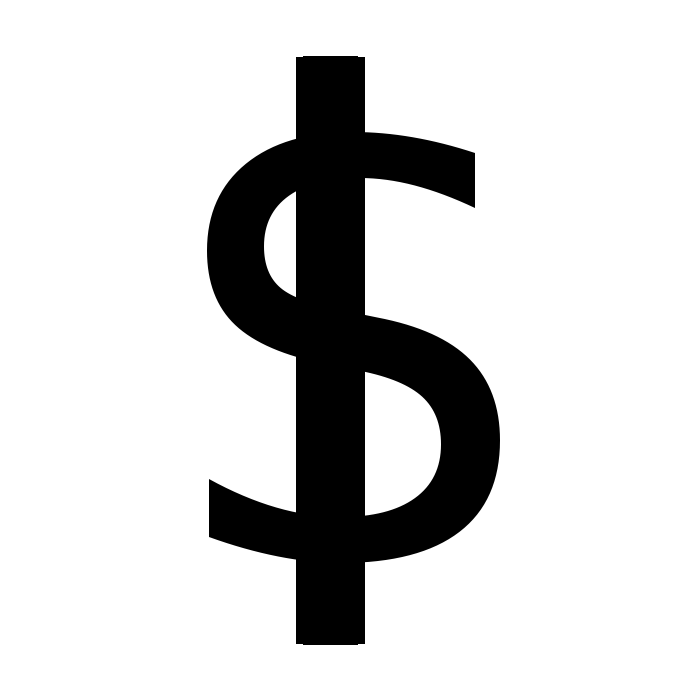
Znak dolaru je typický symbol kapitalismu.

## Druhy

### Anarchokapitalismus
Anarchokapitalismus je myšlenka, která usiluje o kapitalismus bez jakýchkoliv státních zásahů. Všechny funkce státu, mimo jiné i soudnictví, policie nebo armáda by byly nahrazeny volnotržními subjekty, které by si lidé dobrovolně platili místo odevzdávaní daní.
Jako příklad společnosti blížící se těmto principům lze považovat středověký Island nebo Spojené státy americké v období tzv. divokého západu.

### Současný kapitalismus v západním světě

#### Anglosaský model
Anglosaský model kapitalismu převládá v drtivé většině anglofonních zemí, nejznámějšími zástupci jsou Spojené státy americké, Kanada, Nový Zéland, Irsko nebo Spojené království.
Vychází z myšlenek chicagské ekonomické školy a největší pozornosti se mu dostalo v 70. a 80. letech během politiky prezidenta Ronalda Reagana v USA a za vlády premiérky Margaret Thatcherové ve Spojeném království. Charakteristickým rysem tohoto modelu je nízká úroveň regulace a zdanění, silná práva soukromého vlastnictví, snadné podnikání a nízké překážky volného obchodu. Na druhou stranu stát poskytuje velmi málo nebo minimum sociálních služeb.
Pokusy o přenesení anglosaského modelu kapitalismu byly uskutečněny i mimo anglofonní svět, například Augustem Pinochetem za jeho vlády v Chile.

#### Kontinentální model
Kontinentální model kapitalismu je rozšířený téměř ve všech částech pevninské Evropy, typickými představiteli jsou Německo, Francie nebo Rakousko. Po pádu komunismu v Evropě přijali tento model všechny země bývalého východního bloku, včetně České republiky.
Kontinentální model se začal formovat již před druhou světovou válkou, skutečně byl ale implementován až v poválečných ekonomikách pevninské Evropy, zejména západním Německu. Kontinentální model se různě liší v každé zemi, základní společnou charakteristikou je ale znatelnější role státu, rozšířenější sociální služby jako státem garantované starobní důchody, širší ochrana zaměstnanců nebo povinné zdravotní pojištění. Z toho plyne ve většině případů rozsáhlejší zdanění, větší regulace podnikání a volného obchodu.

#### Skandinávský model
Skandinávský model kapitalismu dominuje ve všech zemích severní Evropy jako jsou Dánsko, Finsko, Island, Norsko a Švédsko.
Podobně jako kontinentální model se začal vyvíjet po druhé světové válce. Země se vyznačují širokou organizovaností zaměstnanců v odborových organizacích, rozsáhlé zákony na ochranu zaměstnanců, státem plně hrazené školství, štědrými sociálními dávkami a podporami. Kvůli vysokým nákladům na sociální služby státy vybírají na daních více než polovinu HDP. Přesto se země vyznačují nízkou mírou korupce a leckdy jednodušším možnostem podnikání než v ostatních částech Evropy.
Během několika posledních desetiletí však postupně došlo k různým změnám, včetně směrem ke snížení regulací a privatizací některých služeb. Skandinávský model se však stále znatelně liší od ostatních modelů svým silným důrazem na rozsáhlé zajištění sociálních služeb státem.

### Kapitalismus v ostatních částech světa

#### Východoasijský model
Východoasijský model kapitalismu se podobá s kontinentálním či anglosaským, zahrnuje však silnou roli státních investic, státních podniků a státních intervencí včetně protekcionismu. Stát se aktivně snaží stimulovat hospodářský růst silnou fiskální i monetární politikou. Východoasijský model stál jak za poválečným hospodářským úspěchem v Asii a hospodářskému zázraku Číny, tak za hospodářskou stagnací v Japonsku v 90. letech.
Tento model je aktivně zachován do dnes v Čínské lidové republice a v menší míře i nadále přetrvává v Japonsku, Jižní Koreji, Tchaj-wanu nebo Singapuru.
V současnosti se i některé další rozvojové země v Asii a jiných částech  světa snaží tento model aplikovat.

#### Modely v rozvojových zemích
Ačkoliv téměř všechny země světa přijaly nějakou formu kapitalismu, současně se řada z nich potýká s mnoha problémy, znemožňující vytvoření podmínek pro hospodářský rozvoj a zlepšení životní úrovně.
Mezi nejčastější problémy patří:
- Ozbrojené konflikty, nepřehledná a nestabilní politická situace znemožňující investice a podnikání
- Nízká schopnost státu vymáhat právo a zákony, kriminalita
- Korupce a neefektivní státní aparát
- Katastrofální dopravní a veřejná infrastruktura
- Nedostatek kvalifikované pracovní síly, negramotnost a nedostatečné školství
- Vysoký růst populace, prohlubující zmíněné problémy
- Protekcionismus a cla, znemožňující volný obchod

Mnoho rozvojových zemí zápasí s ohromným znečištěním životního prostředí, zapříčiněným špatnou infrastrukturou, zákony a korupcí.

### Státní kapitalismus
Státní kapitalismus je označení pro systém, ve kterém jsou výrobní prostředky vlastněny nikoliv soukromými vlastníky, ale státem. Výrobní prostředky jsou ale nadále využívány pro účel dosažení zisku. Nadále přetrvává námezdní práce a výrobní prostředky nejsou spravovány zaměstnanci.
Současný ekonomický stav v Bělorusku může velmi připomínat státní kapitalismus.